# Токородзава
То́кородзава (яп. 所沢市 Токородзава-си) — особый город в Японии, находящийся в префектуре Сайтама. Площадь города составляет 71,99 км², население — 342 164 человека (1 августа 2014), плотность населения — 4752,94 чел./км².

## Географическое положение
Город расположен на острове Хонсю в префектуре Сайтама региона Канто. С ним граничат города Ирума, Кавагоэ, Саяма, Ниидза, Киёсе, Хигасимураяма, Хигасиямато, Мусасимураяма и посёлки Миёси, Мидзухо.

## Население
Население города составляет 342 164 человека (1 августа 2014), а плотность — 4752,94 чел./км². Изменение численности населения с 1980 по 2005 годы:
| 1980 | 236 476 чел. |  |
| 1985 | 275 168 чел. |  |
| 1990 | 303 040 чел. |  |
| 1995 | 320 406 чел. |  |
| 2000 | 330 100 чел. |  |
| 2005 | 336 100 чел. |  |

## Символика
Деревом города считается гинкго, цветком — чай, птицей — полевой жаворонок.